# Pteryxia terebinthina
Pteryxia terebinthina är en flockblommig växtart som först beskrevs av William Jackson Hooker, och fick sitt nu gällande namn av John Merle Coulter och Joseph Nelson Rose. Pteryxia terebinthina ingår i släktet Pteryxia och familjen flockblommiga växter. Utöver nominatformen finns också underarten P. t. foeniculacea.

## Bildgalleri

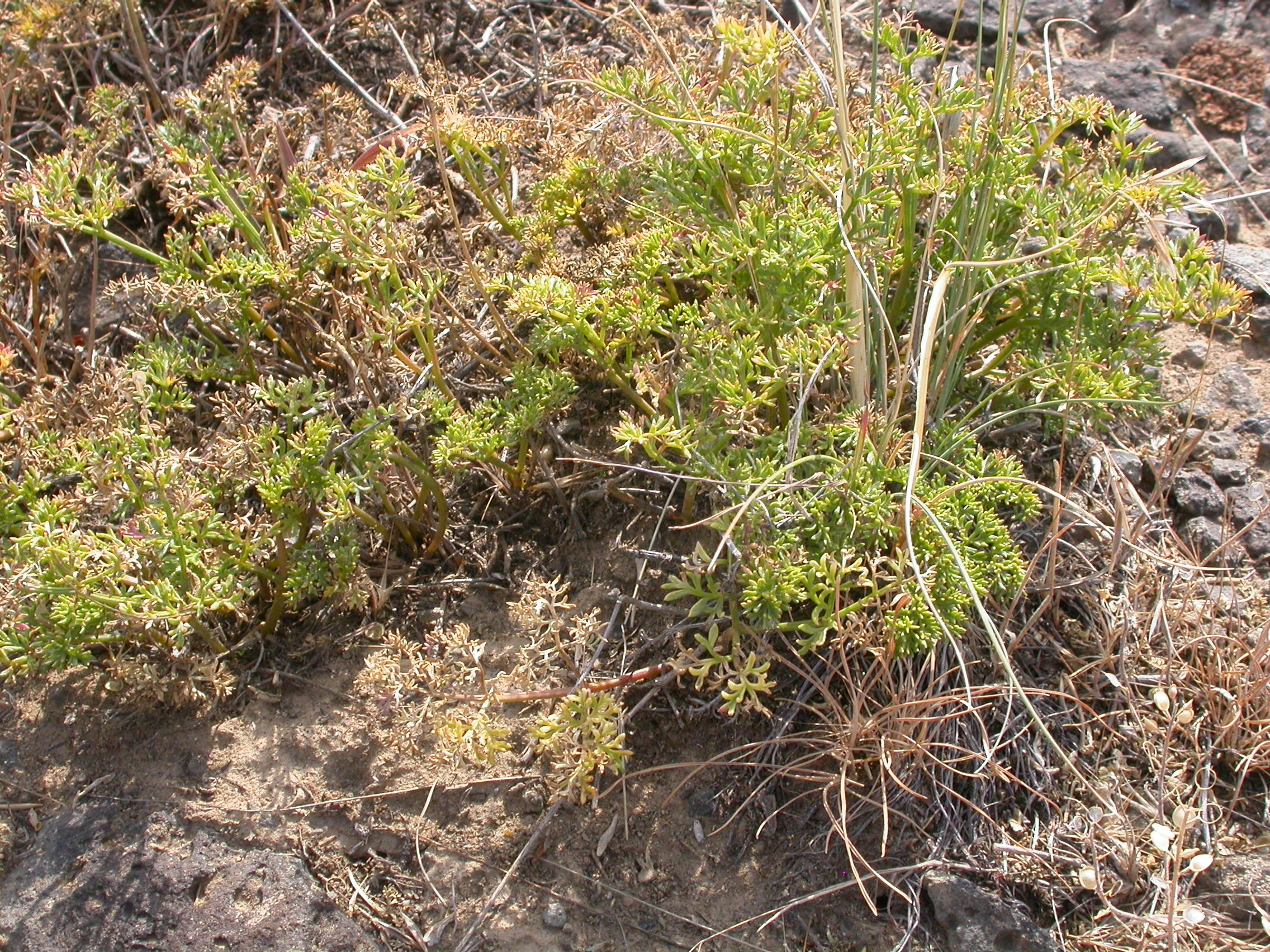
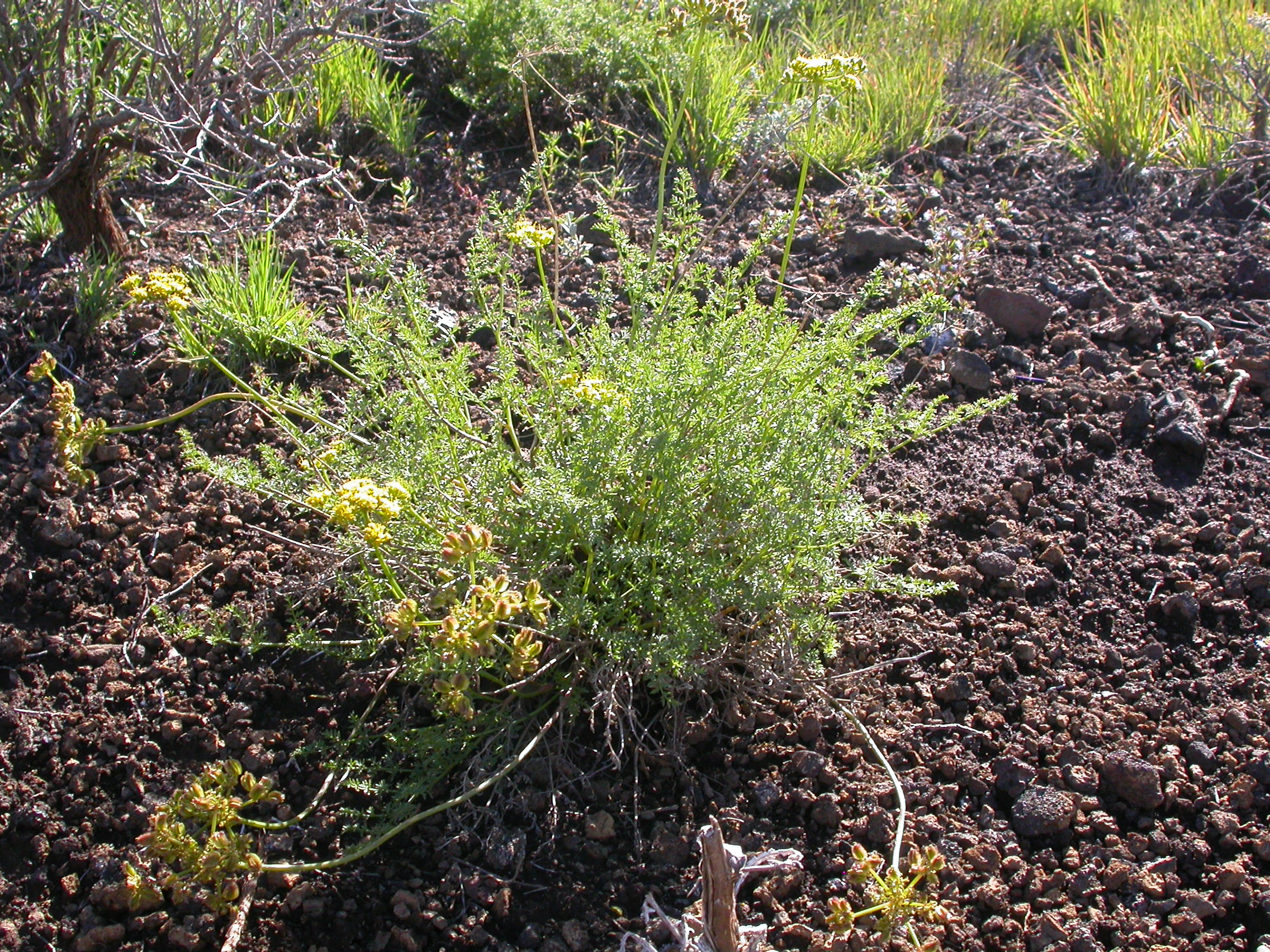
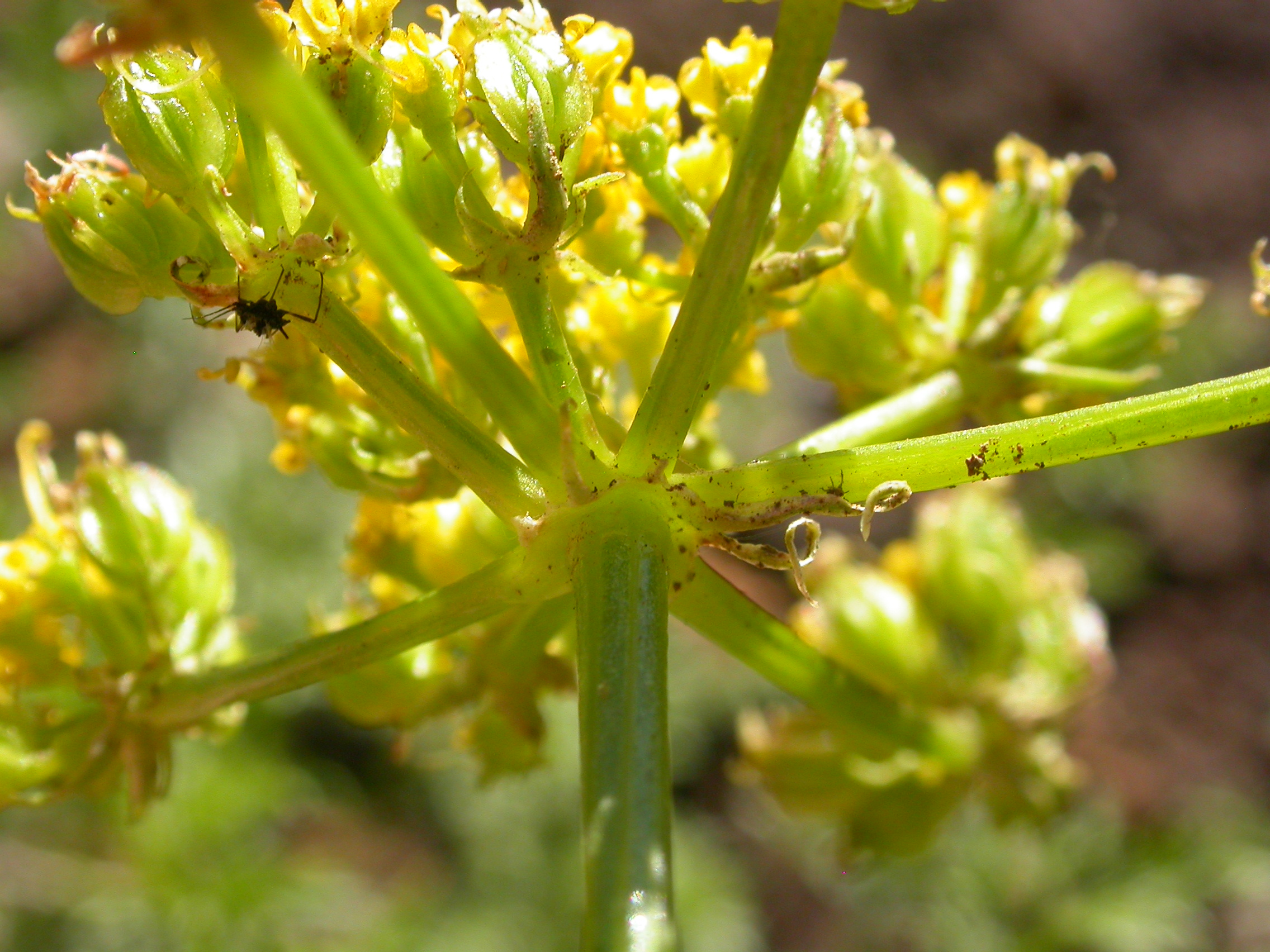
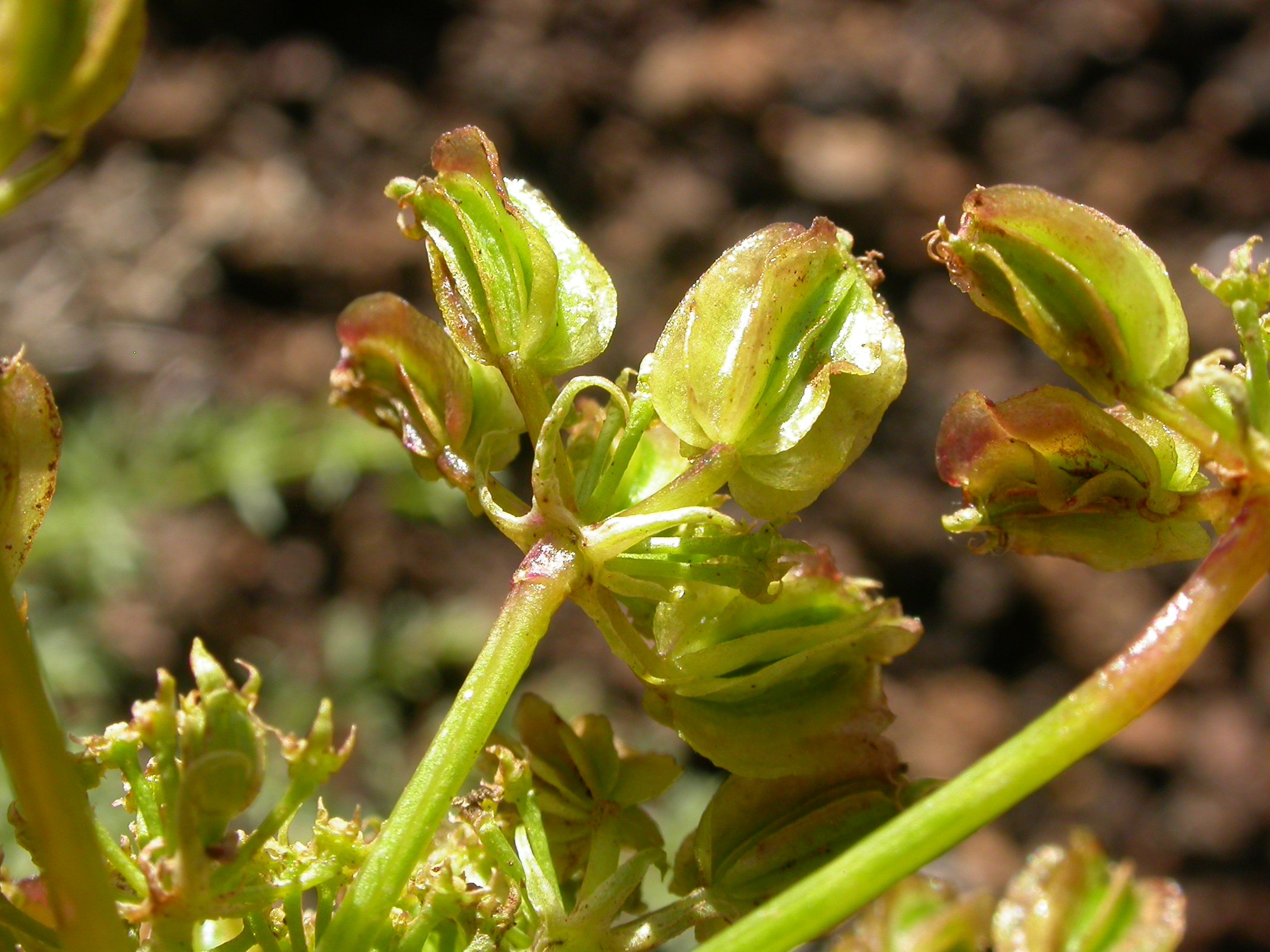
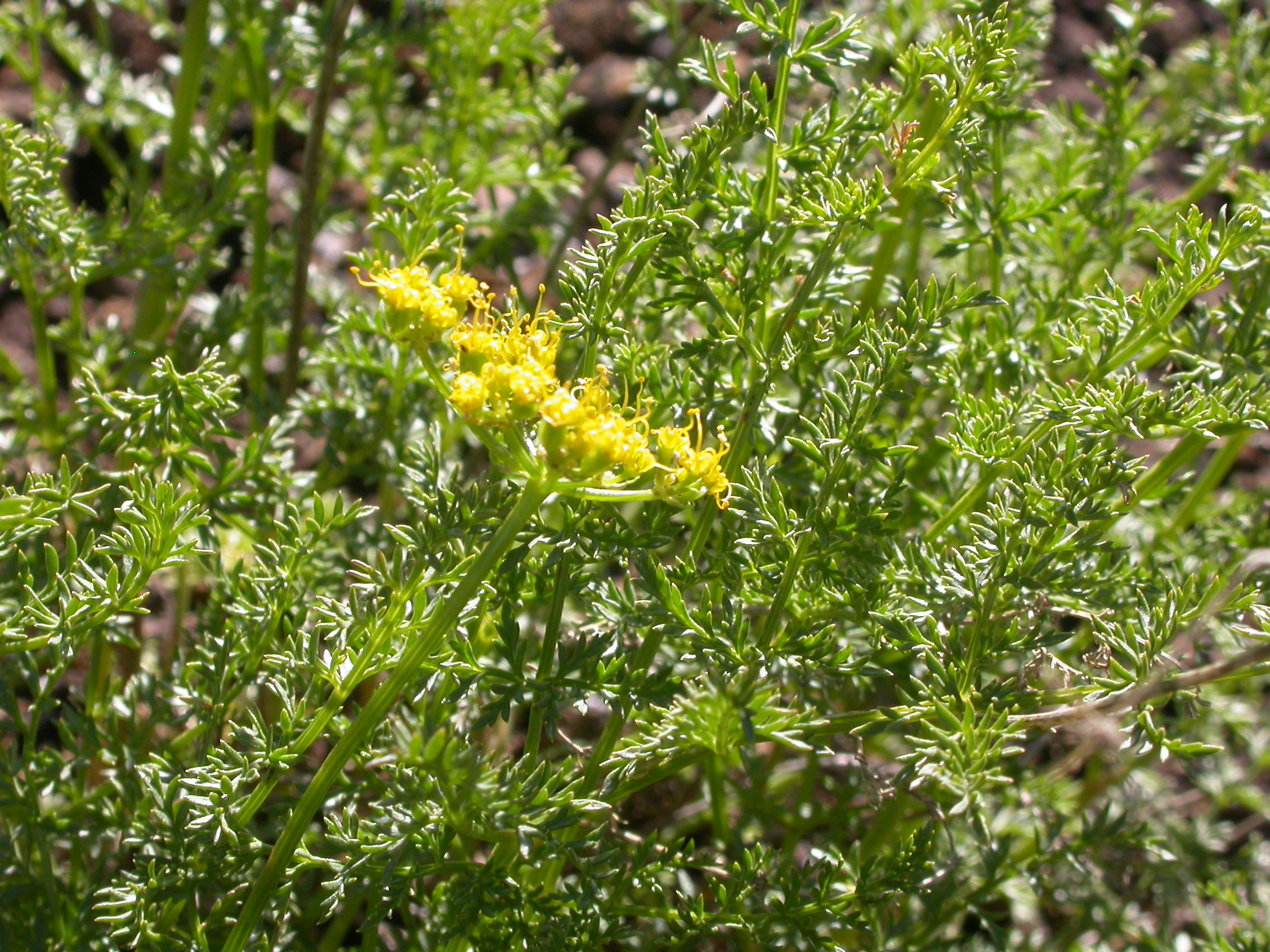
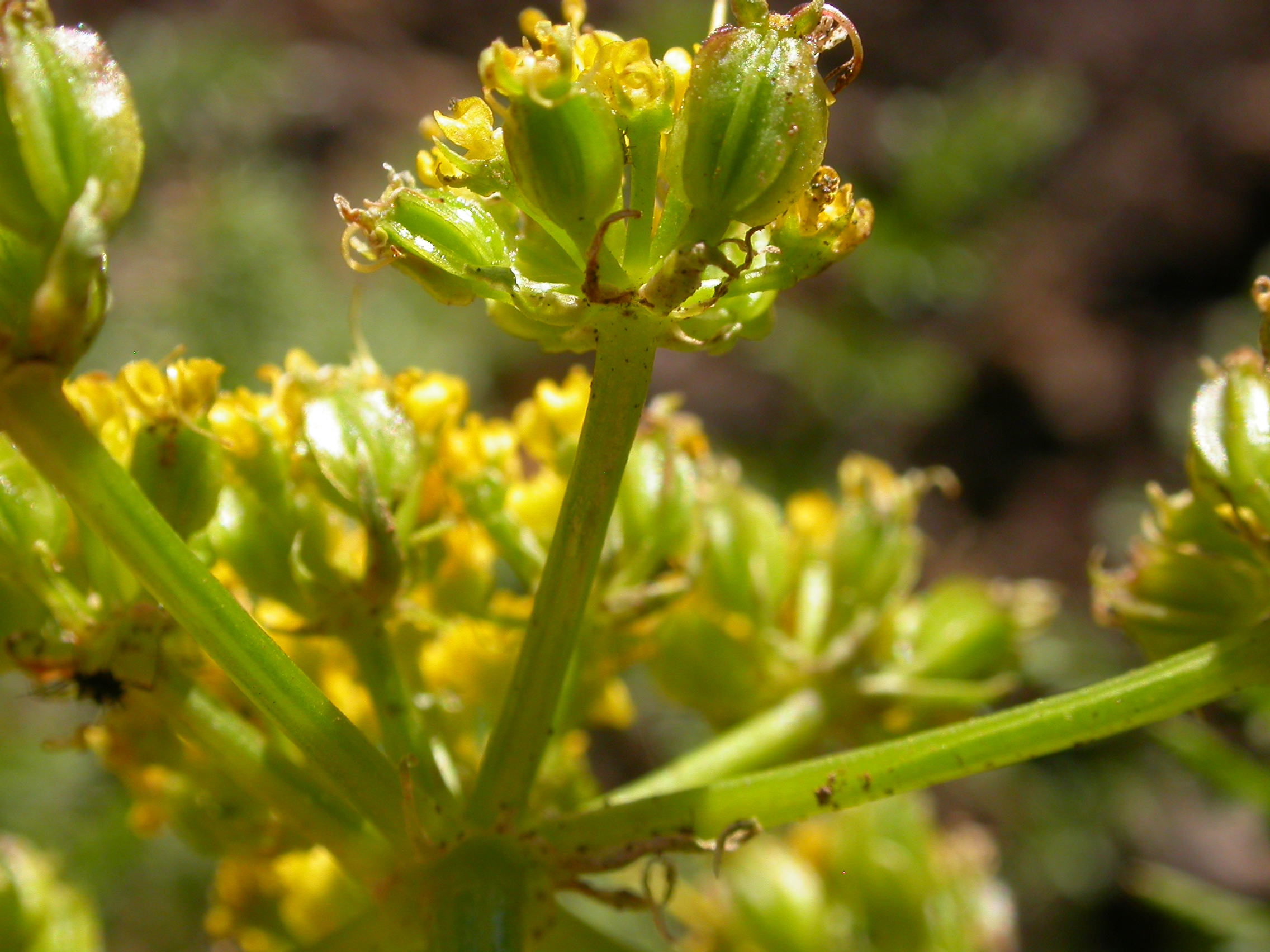